# Isoperla altaica
Isoperla altaica är en bäcksländeart som beskrevs av Šámal 1939. Isoperla altaica ingår i släktet Isoperla och familjen rovbäcksländor. Inga underarter finns listade i Catalogue of Life.